# 片桐仁
片桐 仁（かたぎり じん、1973年〈昭和48年〉11月27日 - ）は、日本のお笑いタレント、俳優、声優、彫刻家。トゥインクル・コーポレーション所属。
埼玉県南埼玉郡宮代町出身。埼玉県立春日部高等学校、多摩美術大学卒業。身長176 cm。血液型B型。
妻は元モデルでタレントの村山ゆき（現・片桐友紀）。

## 来歴
- 多摩美術大学時代に小林賢太郎と共にラーメンズを結成。エレキコミックとのコントユニット・エレ片での活動も行っている。
- 長めの天然パーマ（作品によっては髪を後ろでまとめている）が特徴的で、演技とも素とも取れるエキセントリックな言動を持ち味とする。その存在感を買われて、単独でのCMや舞台・ドラマへの出演の機会も得ている。また、文章や造形にもその個性と才能を発揮し、雑誌やwebでの連載を持つ。文章については敬愛する大槻ケンヂから受けた影響が大きいと語っている。
- 相方の小林賢太郎に対してはその才能を尊敬している。
- ラーメンズとしての活動が不定期なこともあり、2000年代からは単独での俳優活動や「エレ片」としての活動が中心となり、さらに声優・ナレーションにも進出。頻度は高くないが単独でバラエティ番組に出演することもある。
- 2010年6月、出身地である宮代町の「外交官」に就任[3]。名刺には「俳優 片桐仁」と書かれていた。

## 人物
家族
- 妻と長男の太朗（たろう・岡本太郎から命名）、次男の春太（はるた）の4人家族。
- 妻が小学生時代から飼っているオカメインコ（サーちゃん）と、結婚後に飼い始めたヨウム（うろこ）の2匹の愛鳥がおり、鳥をモチーフとした造形作品にも影響を与えている。
- ピタゴラスイッチの『おとうさんスイッチ』に長男・太朗と出演した事がある。Mr.Childrenの「エソラ」PVにも親子でエキストラ出演し、アルバムのジャケットにもスーパーで息子をカートに乗せて買い物している客の1人として映っている。
- 義母（村山ゆきの実母）が洋裁の達人で、粘土道の衣装等を仕立ててもらっている。
- 実家は公文式の教室だった。このため、家に帰ると勉強している子供が沢山いて嫌だったという。

趣味
- 粘土細工が得意で、作品展を開催するほどである[4][5][6][7]。先述したピタゴラスイッチの「おとうさんスイッチ」出演時にも、片桐作成の粘土細工を使用している。
- ガンダムオタク[2]（モデラー、ガンプラ所有数約300体）であり、模型誌「月刊ホビージャパン」でコラムの執筆も行っている。
- ガンダムはもとより、ドラゴンボールをはじめとするマンガや、「DQシリーズ」「FFシリーズ」などのゲームの話題に喰いつく。
- 縄文時代に関するもの（縄文土器）が好き。

その他
- 小学校では自転車クラブ、中学時代はソフトテニス部に所属。
- 円周率を40桁程度暗記しており、ラーメンズ公演『STUDY』、KKP公演『Sweet7』、エレ片でのコント中などで披露した。
- 大学の同期にニイルセン、佐野研二郎がいる。片桐は版画科で佐野はグラフィック科だった。
- 浅野忠信と生年月日が同じ[8]。
- 奥手な性格の為、26歳までずっと彼女ができず童貞であった。
- 中学生の頃、バレンタインデーに「バキバキに踏まれたチョコレート」をもらったことがある。本人曰く、「どうしたかは覚えてない」[9]。

## 出演

### テレビドラマ
- 金田一少年の事件簿SP 魔術列車殺人事件（2001年3月25日、日本テレビ） - チャネラー桜庭 役
- 東京ぬけ道ガール（2002年2月22日、日本テレビ）
- 塩カルビ 第9話（2002年11月28日、テレビ神奈川） - 北沢 役
- 神はサイコロを振らない（2006年1月18日 - 3月15日、日本テレビ） - 浜砂藤吉 役
- 根津サンセットカフェ（2006年8月1日 - 2007年3月28日、TBS） - ジン 役
- 占い師 天尽（2007年1月12日 - 3月16日、中部日本放送） - 主演 天尽 役
- 死ぬかと思った 第7話（2007年5月19日、日本テレビ） - 小西 役
- 週刊 赤川次郎「幽霊屋敷の電話番」（2007年7月3日 - 9月25日、テレビ東京） - 太田信一 役
- 蒼い瞳とニュアージュ（2007年11月25日、WOWOW） - 佐竹 役
- SP 第5話 - 第7話（2007年12月1日 - 15日、フジテレビ） - 大橋正一 役
- ザ・クイズショウ（2008年7月6日 - 9月27日、日本テレビ） - 主演 田崎徹（MC-TAZAKI） 役
- 超人ウタダ（2009年1月30日 - 3月24日、WOWOW） - 神崎竜吾郎 役
- ザ・クイズショウ 第2シーズン（2009年6月20日、日本テレビ） - 田崎徹 役
- 偉人の来る部屋（2009年10月5日 - 12月28日、TOKYO MX） - 主演 天海時男 役
- 仮面ライダーシリーズ（テレビ朝日）
  - 仮面ライダーW 第5話・第6話（2009年10月18日、25日） - 伊刈 役
  - 仮面ライダーガヴ 第1話（2024年9月1日） - 男 役[10][11]
- 三代目明智小五郎〜今日も明智が殺される〜（2010年4月15日 - 6月17日、毎日放送） - 三代目怪人二十面相 役
- 連続テレビ小説（NHK）
  - ゲゲゲの女房（2010年6月4日 - 7月17日） - 貧乏神 / 大蔵省の男 / 只野 役
  - とと姉ちゃん 第131話（2016年9月2日） - 西村電器店の店長 役
  - エール（2020年） - 大倉憲三 役[12][13]
- 宇宙犬作戦（2010年7月9日 - 12月24日、テレビ東京） - モジャット・ユーグレノフィタ 役
- 中学生日記（2010年11月13日、NHK） - 上前津仁 役
- デカワンコ 第3話（2011年1月29日、日本テレビ）
- 横山秀夫サスペンス 引き継ぎ（2011年3月27日、WOWOW） - 野々村一樹 役
- マドンナ・ヴェルデ〜娘のために産むこと〜（2011年4月19日 - 5月24日、NHK） - 曽根崎伸一郎 役
- 金曜プレステージ・監察医七浦小夜子・法医学者の事件プロファイル（2011年4月22日、フジテレビ） - 桑田秋成 役
- カンブリアン ウォーズ（2012年2月18日、NHKBSプレミアム） - オオハシ 役
- ボーイズ・オン・ザ・ラン 第8話（2012年8月31日、テレビ朝日） - 大塚健太 役
- 花のズボラ飯 第4話（2012年11月15日、毎日放送） - カッパ急便配達員 役
- 青山ワンセグ開発「恋愛のレッスン」（2013年10月4日 - 18日・2014年1月17日 - 3月28日、NHK Eテレ） - 主演 山中大介 役
- 実験刑事トトリ2 第5話（2013年11月9日、NHK） - ホームレス 役
- 福家警部補の挨拶 第3話（2014年1月28日、フジテレビ） - 西村浩 役
- 私の嫌いな探偵（2014年1月17日 - 3月7日、テレビ朝日） - 金蔵 役
- 鉄神ガンライザーNEO（2014年7月13日 - 10月19日、テレビ岩手） - 日高見スグル 役
  - 鉄神ガンライザーNEO2（2015年8月9日 - 11月15日）
- 玉川区役所 OF THE DEAD（2014年10月 - 12月、テレビ東京） - 田之倉圭 役
- 東京センチメンタル（テレビ東京） - 柴田幸吉 役
  - 年末特別ドラマ（2014年12月30日）
  - ドラマ24（2016年1月16日 - 4月9日）[14]
  - 東京センチメンタルSP〜千住の恋〜（2017年1月3日）
  - 東京センチメンタルSP〜御茶ノ水の恋〜（2018年3月31日）
- みんな!エスパーだよ!番外編 〜エスパー、都へ行く〜（2015年4月3日、テレビ東京） - 梶本幸雄 役
- 牙狼〈GARO〉-GOLDSTORM- 翔 第5話（2015年5月8日、テレビ東京） - カジ 役
- かもしれない女優たち（2015年6月23日、フジテレビ） - 片桐仁（本人） 役
- ヒガンバナ〜警視庁捜査七課〜 第3話（2016年1月27日、日本テレビ） - 山吹 役
- 99.9-刑事専門弁護士-（TBS） - 明石達也 役
  - SEASON I（2016年4月17日 - 6月19日）[15]
  - SEASON II（2018年1月14日 - 3月18日）
  - 完全新作SP新たな出会い篇～映画公開前夜祭～（2021年12月29日）[16]
- グ・ラ・メ!〜総理の料理番〜（2016年7月 - 9月、テレビ朝日） - 神田 役
- GAKUYA〜開場は開演の30分前です〜（2016年11月20日 - 12月18日、フジテレビTWO） - 主演 猫柳大吉 役[17]
- 大貧乏 第8話（2017年2月26日、フジテレビ） - 都鳥仁 役
- 孤独のグルメ Season6 第11話（2017年6月24日、テレビ東京） - 雑誌編集者・川島秀樹 役
- 下北沢ダイハード 第6話「未来から来た男」（2017年8月26日、テレビ東京） - 片桐仁（本人） 役
- プレミアムドラマ『捜査会議はリビングで!』シリーズ（NHK BSプレミアム） - 谷悠馬 役
  - 捜査会議はリビングで!（2018年7月15日 - 9月2日）
  - 捜査会議はリビングで おかわり!（2020年2月2日 - 3月22日）
- ブラックスキャンダル（2018年10月4日 - 12月6日、読売テレビ） - 巻田健吾 役[18]
- SUITS/スーツ 第8話（2018年11月26日、フジテレビ） - 柳沢大悟 役
- ザンビ（2019年1月24日 - 3月28日、日本テレビ） - 守口琢磨 役
- よつば銀行 原島浩美がモノ申す!〜この女に賭けろ〜 第5話・第7話（2019年2月18日・3月4日、テレビ東京） - 「喫茶サツキ」の客 役
- 絶叫（2019年3月24日 - 4月14日、WOWOW） - 八木徳夫 役
- あなたの番です（2019年4月14日 - 9月8日、日本テレビ） - 藤井淳史 役
  - 劇場版公開記念!「あなたの番です」完全新撮スペシャル!（2021年12月10日）
- 病院の治しかた〜ドクター有原の挑戦〜 第1話・第5話・最終話（2020年1月20日・2月17日・3月9日、テレビ東京） - 膳場大輔 役
- 警視庁・捜査一課長2020 第10話（2020年7月9日、テレビ朝日） - 武田茂樹（スパイス武田） 役
- 真夏の少年〜19452020 第1話・第2話・最終話（2020年7月31日・8月7日・9月18日、テレビ朝日） - 近藤誠三 役
- 妖怪シェアハウス 第4話（2020年8月22日、テレビ朝日） - アマビエ 役
- それでも私は旅がしたい。～今だからこその旅スタイル～（2020年9月22日、テレビ大阪） - 近藤幸正 役[19]
- アノニマス〜警視庁“指殺人”対策室〜 第1話・第2話（2021年1月25日・2月1日、テレビ東京） - 片桐仁（本人） 役
- 遺留捜査 第6シーズン 最終話（2021年3月18日、テレビ朝日） - 西野伸太郎 役
- 真犯人フラグ 第7話・特別編（2021年11月28日・12月26日、日本テレビ） - 藤井淳史 役[20]
- ドクターホワイト（2022年1月17日 - 3月21日、関西テレビ・フジテレビ系） - 西島耕助 役[21][22]
  - ドクターホワイト 特別編（2022年3月28日）[23]
- ガンプラくん、ガンダムベース攻略戦（2022年3月21日、テレビ東京） - ふみお 役
- 吉祥寺ルーザーズ（2022年4月11日 - 6月27日、テレビ東京） - 秦幡多 役[24][25]
- 刑事7人 Season8（2022年） - 川浦善樹 役
- オクトー 〜感情捜査官 心野朱梨〜（2022年） ‐ 小野寺大伍 役
- 祈りのカルテ 研修医の謎解き診察記録（2022年10月8日 - 12月17日、日本テレビ） - 大賀寛太 役[26]
- 晩酌の流儀 年末スペシャル 〜一年の最後に、最高の一杯を〜（2022年12月31日、テレビ東京）[27]
- パパとなっちゃんのお弁当（2023年1月16日 - 3月17日、日本テレビ） - 定食屋「赤シャツ」店主・赤星石太郎 役
- 弁護士ソドム 第3話（2023年5月12日、テレビ東京） - 栗原浩二 役
- Dr.チョコレート 第7話（2023年6月3日、日本テレビ） - 皆川誠二 役
- ギフテッド Season1 第5話 - 最終話（2023年9月9日 - 10月1日、東海テレビ・フジテレビ） - 匠京太郎 役
- 新空港占拠（2024年1月13日 - 、日本テレビ） - 川越和夫 役[28][29][30]
- 先生さようなら（2024年1月23日 - 3月26日、日本テレビ） - 稲毛哲也 役[31]
- アイメイド・マーメイド（2024年8月4日 - 、テレビ神奈川） - 鯨谷 役[32]
- 科捜研の女 season24 第8話（2024年8月28日、テレビ朝日） - 椛山卓司 役[33]
- Qrosの女 スクープという名の狂気 第3話（2024年10月21日、テレビ東京） - 神谷亭松五郎 役[34]
- 雲霧仁左衛門ファイナル（2025年1月5日 - 、NHK BS・NHK BSプレミアム4K） - 勘助 役[35]
- 相棒 season23（テレビ朝日） - 一岡光 役[36]
  - 第18話「怪物と聖剣」（2025年3月5日）
  - 最終話「怪物と聖剣〜決戦」（2025年3月12日）
- 大河ドラマ べらぼう〜蔦重栄華乃夢噺〜 第13回 - （2025年3月30日 - 、NHK） - 弥七 役[37]
- 失踪人捜索班 消えた真実（2025年4月11日 - 6月6日、テレビ東京） - 仲根将 役[38]
- 天久鷹央の推理カルテ（2025年4月22日 - 6月24日、テレビ朝日） - 酒井和利 役[39]
- 最後の鑑定人 第3話（2025年7月23日、フジテレビ） - 黒瀬達夫 役[40]

### ウェブドラマ
- 銀座ぐらん堂、午後3時。「噂しあう男たち」（goo）
- ラヴ・コンシェル（2013年1月14日 - 18日、NOTTV）
- 指恋 〜君に贈るメッセージ〜（2013年12月4日、UULA）
- 踊る大宣伝会議、或いは私は如何にして踊るのを止めてゲームのルールを変えるに至ったか。Season2[注 1]（2015年、ネスレシアター） - 溝口博武 役[41]
- 死ぬほど愛して（2025年3月27日 - 、ABEMA SPECIAL） - 小山田丈治 役[42][43]

### バラエティ
- ガンプラ☆一直線（1999年、TVじゃまーる）
- 落下女（2005年4月16日 - 2006年3月28日、日本テレビ）
- ピタゴラスイッチ（NHK教育）
  - 大人のピタゴラスイッチシリーズ（2013年 - 2018年） - MC
  - ピタゴラ装置 大解説スペシャル（2015年） - MC
  - ピタゴラ工作スペシャル (2024年)　- MC
  - ピタゴラスイッチ特大号　こうすると→わかる　(2025年)　- MC
- 車あるんですけど…?（2016年10月2日 - 2018年7月1日、テレビ東京） - 見届け人（MC）[44]
- 新美の巨人たち（2019年11月-、テレビ東京） - Art Traveler
- わたしの芸術劇場（2021年4月3日[45] - 2023年3月31日[46]、TOKYO MX1）
- リモート繋いだら、偉人のプレゼンいきなり始まった。（2023年1月17日、フジテレビ） - 徳川綱吉 役
- ぶらり途中下車の旅（日本テレビ） - 旅人
  - 山手線の旅（2024年2月3日）[47]
  - 相鉄線の旅（2024年8月31日）[48]
  - 宇都宮線の旅（2025年5月24日）[49]
- アナザースカイ（2024年5月11日、日本テレビ） - 訪問地：台湾・台北市／宜蘭市[50][51]
- はじめての美術館（2023年4月9日 - （月2回）、TOKYO MX） - 仁おじさん

### 声優
- ピタゴラスイッチ「10本アニメ」（2002年 - 、NHK教育）
- シャキーン!（2007年5月14日 - 18日・7月30日 - 8月3日・2008年1月1日 - 3日・2008年3月31日 - 2022年3月31日、NHK教育） - ジュモクさん、ナイトジュモク、ジュモやん、ジュモ助の声
  - シャキーン!ザ・ナイト（2009年4月 - 2011年3月）
  - ETV50キャラクター大集合 とどけ!みんなの元気パワー〜輝け!こども番組元気だ!大賞〜（2009年9月21日）
  - まいん&シャキーン!夢のコラボ Eテレパワーで倒せ!謎の宇宙人（2010年10月11日）
  - ゆうやけシャキーン!（2015年3月31日 - 2016年3月29日）
- OVA「ルパン三世 GREEN vs RED」（2008年） - ヤスオ[52]
- リトル・チャロ東北編スペシャル〜神宿る里へ〜 - ナレーション
- 中学星シリーズ（2011年） - 亜部ぴろし
- TIGER & BUNNY（2011年） - ライオネル・ホーク
- 青山ワンセグ開発6月期「ドンマイしげるさん」（2013年、NHK Eテレ） - 全15役
- にゅるにゅる!!KAKUSENくん（2013年） - カクセンパイ[53]
- クイズ!金の正解!銀の正解!（2017年4月22日- 9月16日、フジテレビ） - 神様（ナレーション）
- 映画 スター☆トゥインクルプリキュア 星のうたに想いをこめて（2019年） - シャドウ星人・ダイブ[54]
- 別冊オリンピア・キュクロス（2020年） - 村長[55]
- TIGER & BUNNY 2（2022年） - ライオネル・ホーク

### 映画
- 犬と歩けば チロリとタムラ（2004年） - 田島剛 役
- MASK DE 41（2004年） - 蒲田 役
- M-1グランプリへの道 まっすぐいこおぜ!（2004年） - 松崎超人 役
- あゝ!一軒家プロレス（2004年） - 織田 役
- 天使（2006年）
- UDON（2006年） - 三島憲治郎 役
- 同窓会（2008年）
- GSワンダーランド（2008年） - 榎崇洋（酋長） 役
- 聖家族〜大和路（2010年） - 主演 河野扁理 役
- シャッフル（2011年） - さいとうたかし 役（友情出演）
- ゴーストライターホテル（2012年） - 右田直樹 役
- 小野寺の弟・小野寺の姉（2014年10月25日、西田征史監督）
- アイアムアヒーロー（2016年4月23日） - 中田コロリ 役
- TOO YOUNG TO DIE! 若くして死ぬ（2016年6月25日） - 鬼野 役[56]
- 泥棒役者（2017年11月18日） - 高梨仁 役
- ラーメン食いてぇ!（2018年3月3日） - 赤星亘 役
- 凜-りん-（2019年2月22日）
- 空母いぶき（2019年5月24日） - 藤堂一馬 役[57]
- “隠れビッチ”やってました。（2019年12月6日） - 永田裕志 役
- 青葉家のテーブル （2021年6月18日） - 大工原史郎 役
- あなたの番です 劇場版（2021年12月10日） - 藤井淳史 役[58]
- 99.9-刑事専門弁護士-THE MOVIE（2021年12月30日、松竹） - 明石達也 役[59]
- 妖怪シェアハウス -白馬の王子様じゃなかったん怪-（2022年6月17日、豊島圭介監督） - アマビエ 役
- おいしい給食 炎の修学旅行（2025年10月24日公開予定、AMGエンタテインメント） - 樺沢輝夫 役[60]

### 舞台
- good day house（2002年8月27日 - 9月11日、小林賢太郎プロデュース公演）
- Sweet7（2003年6月27日 - 7月13日、小林賢太郎プロデュース公演）
- Paper Runner（2004年4月13日 - 5月2日、小林賢太郎プロデュース公演）
- MIDSUMMER CAROL ガマ王子 vs ザリガニ魔人（2004年7月4日 - 8月14日、G2プロデュース/PARCO）滝田 役
- パリアッチ（2005年7月2日 - 7月18日、クリオネプロデュース）掘込 役
- ダブリンの鐘つきカビ人間（2005年10月28日 - 11月27日、G2プロデュース/PARCO）主演 カビ人間 役
- はなび（6月13日 - 6月18日、下町ダニーローズ）神様 役
- 泥棒役者（2006年9月9日 - 9月24日、劇団たいしゅう小説家）主演 泥棒 役
- Love30〜女と男と物語〜（2006年11月3日 - 11月30日、PARCO）
- あ・うん（2006年12月20日 - 12月28日、下町ダニーローズ）石川義彦 役
- ツグノフの森（2007年5月3日 - 6月3日、G2プロデュース）画家タニガワ 役
- ひーはー（2007年7月26日 - 9月2日、PIPER結成10周年公演）茶沢 役
- からっぽの湖（2008年2月8日 - 3月3日、AGAPE store）編集長、島根 役
- GOD DOCTOR（2008年5月4日 - 5月23日、演劇大宮エリー）調和のまーくん 役
- 審判員は来なかった（2008年7月10日 - 8月3日、ペンギンプルペイルパイルズ）大使、ジック審判長、ジドルフ 役
- 悪夢のエレベーター（2008年9月12日 - 9月28日）小川順、管理人望月 役
- 冬の絵空（2008年12月6日 - 2009年2月1日）シロ、犬男 役
- 雨の日の森の中（2009年11月4日 - 11月30日、西田征史）後藤治郎 役
- 残念なお知らせ（2010年2月12日 - 3月5日、AGAPE store）歌のおにいさん・三浦 役
- 初恋（2010年6月4日 - 7月3日、土田英生セレクション vol.1）吉村邦男 役
- 鎌塚氏、放り投げる（2011年5月12日 - 5月28日、M&O plays プロデュース）堂田テルミツ 役
- totsugi式（2011年6月10日 - 6月30日、戸次重幸）
- わらいのまち（2011年9月4日 - 24日、東宝セレソンDX）
- 豆之坂書店（2011年12月27日 - 29日）安達万里（古本マニア） 役
- F・W 〜親愛なるクジラ様〜（2012年2月9日、アルカイックスマイル）声のみ出演
- BOB（2012年4月27日 - 5月21日、西田征史）大塚健太、神田 役
- スピリチュアルな1日（2012年6月13日 - 7月8日、小峯裕之）徳大寺 役
- グッバイ・エイリアン（2012年8月8日 - 8月26日、ニコルソンズ 木下半太）主演
- 地球の王様（2012年10月26日 - 12月24日）芦田 役
- デキルカギリ（2013年2月21日 - 3月10日、G2プロデュース）倉橋銀二 役
- レミング―世界の涯まで連れてって（2013年4月21日 - 6月2日）コック2・ジロ 役
- 小野寺の弟・小野寺の姉（2013年7月12日 - 8月28日、西田征史）山縣はじめ 役
- ライクドロシー（2013年11月8日 - 12月7日、森崎事務所）バイス 役
- 海峡の光（2014年4月11日 - 29日）斎藤 役
- 鎌塚氏、振り下ろす（2014年7月4日 - 8月9日、M&O plays プロデュース）堂田テルミツ 役
- 第16回東京03単独公演「あるがままの君でいないで」（2014年9月20日、東京・草月ホール）[61]
- ベター・ハーフ（2015年4月3日 - 5月5日、鴻上尚史） - 沖村嘉治 役
- サバイバーズ・ギルト&シェイム（2016年11月11日 - 12月4日、KOKAMI@network）
- コントマンシップ カジャラ KAJALLA #1 「大人たるもの」（2016年7月27日 - 9月11日）
- サクラパパオー（2017年4月26日 - 5月26日、パルコ・プロデュース） - 的場博美 役
- ベター・ハーフ〈再演〉（2017年6月25日 - 8月6日、鴻上尚史） - 沖村嘉治 役
- 誰か席に着いて（2017年11月10日 - 12月17日、倉持裕） 染田奏平 役
- 鎌塚氏、舞い散る（2019年11月22日 - 12月25日、M&Oplaysプロデュース） - 堂田テルミツ 役
- 家族のはなしPART1〈再演〉（2020年4月24日 - 5月6日、東京建物 Brillia HALL）
- No.9 -不滅の旋律-（2015年10月10日 - 10月25日、赤坂ACTシアター / 10月31日 - 11月4日、オリックス劇場 / 11月13日 - 11月15日、北九州芸術劇場 大ホール） - ヨハン・ネポムク・メルツェル 役
  - No.9 -不滅の旋律-〈再演〉（2018年11月11日 - 12月2日、TBS赤坂ACTシアター / 12月7日 - 10日、大阪（オリックス劇場） / 12月22日 - 24日、横浜（KAAT神奈川芸術劇場） / 2019年1月11日 - 14日、久留米（久留米シティプラザ）） - ヨハン・ネポムク・メルツェル 役
  - No.9 -不滅の旋律-〈再々演〉（2020年12月13日 - 2021年1月7日（※12月31日はABEMA 、イープラスからライブ配信もあわせて行う[62][63]。）、TBS赤坂ACTシアター / 【11月、オーストリア・ウィーン（フォルクス劇場）※ベートーヴェン生誕250周年の記念公演として開幕が予定されていたが、新型コロナウイルスの感染状況を考慮し公演中止となった。[64]】） - ヨハン・ネポムク・メルツェル 役
  - No.9 -不滅の旋律-〈再々々演〉（2024年12月21日 - 31日、東京国際フォーラム ホールC / 2025年1月11日・12日、久留米シティプラザ / 1月18日 - 20日、オリックス劇場 / 2月1日・2日、アクトシティ浜松 大ホール） - ヨハン・ネポムク・メルツェル 役[65]
- 「バクマン。」THE STAGE（2021年10月8日 - 17日、天王洲 銀河劇場/10月21日 - 24日、TOKYO DOME CITY HALL/10月28日 - 31日、メルパルクホール大阪） - 川口たろう 役[66]
- 閃光ばなし（2022年9月26日 - 10月2日、ロームシアター京都 / 10月8日 - 30日[注 2]、東京建物 Brillia HALL） - 柳英起 役[67][68][69]
- ハロルドとモード（2023年9月28日 - 10月12日、EX THEATER ROPPONGI）[70]
- A Bright New Boise（2024年5月10日 - 19日、KAAT神奈川芸術劇場 大スタジオ） - ウィル 役[71]
- BACK TO THE MEMORIES PART5（2025年6月19日 - 21日〈予定〉、オリックス劇場 / 6月24日・25日〈予定〉、パシフィコ横浜 国立大ホール / 6月28日・29日〈予定〉、アイプラザ豊橋 / 7月3日・4日〈予定〉、新潟県民会館 / 7月8日・9日〈予定〉、熊本城ホール）[72]
- ある日、ある時、ない男。（2025年8月25日 - 9月16日〈予定〉、東京グローブ座 / 9月21日 - 28日〈予定〉、梅田芸術劇場シアター・ドラマシティ / 10月4日 - 7日〈予定〉、J:COM北九州芸術劇場 大ホール） - 八木孝 役[73]

### ラジオ
- 金曜JUNK2 エレ片のコント太郎（2006年4月7日 - 2007年3月30日、TBSラジオ）
- JUNK 交流戦スペシャル（2006年8月18日、TBSラジオ） - メインパーソナリティ
- 水曜JUNK2 エレ片のコント太郎（2007年4月4日 - 2008年9月24日、TBSラジオ）
- 水曜JUNK ZERO エレ片のコント太郎（2008年10月1日 - 2010年3月31日、TBSラジオ）
- JUNKサタデー エレ片のコント太郎（2010年4月 - 2021年3月、TBSラジオ）
- 大竹まこと ゴールデンラジオ!（2012年1月10日、文化放送） - ゲスト
- 劇ラヂ！ライブ （NHKラジオ第1）[74]
  - 第1回「みちのく☆パンクロック」（2012年5月4日） - 嵐☆三十郎 役[75]
  - 第2回「恋の大捜査線」（2012年11月23日）[76]
- 岡田惠和 今宵、ロックバーで〜ドラマな人々の音楽談義〜 第208回（2016年9月10日、NHK-FM）[77]
- 今日は一日“音の風景”三昧（2019年9月16日、NHK-FM） - MC[78]
- 今日は一日“音の風景”三昧 2020（2020年11月3日、NHK-FM） - MC[79]
- エレ片のケツビ！（2021年4月 - 、TBSラジオ）
- 百田夏菜子とラジオドラマのせかい（2022年4月1日 - 29日、ニッポン放送） - 4月度マンスリーゲスト[80]

### CM
- 2001年 トヨタファイナンス 「TS3カード」
- 2002年 ミツカン 「追いがつおつゆ」
- 2002年 産経新聞
- 2002年 OMCカード
- 2005年 マスターカード 「priceless：進んだ生活篇」
- 2005年 エースコック 「春雨ヌードル」
- 2005年 アサヒビール 「アサヒ新生 夏を冷やす篇」
- 2011年 ノートン 「たいせつなもの」
- 2013年 爽健美茶
- 2013年 神獄のヴァルハラゲート「戦略会議篇」「勝利への賛辞篇」
- 2019年 クラシエホームプロダクツ「ナイーブ 」
- 2019年 年末ジャンボ宝くじ「年末ショーで宝くじ篇」
- 2023年 三井住友銀行 「カードレスが選べちゃいますローン」篇
- 2025年 ダイフク「だいたいダイフクシリーズ」[81]

### その他
- 2004年 ノーナ・リーヴスのアルバム「NEW SOUL/RHYTHM NIGHT」収録「ニュー・ソウル」にて、片桐仁＆Paper Runnersバック・コーラス隊として参加
- 2005年 佐藤竹善のシングルCD「風光る」ジャケット及びPV
- 2007年 キキコミ 第9話 （ネット配信ドラマニフティ） - イトウマサミ 役
- 2007年 プロペラ犬ひみつ集会（8月23日、プロペラ犬）
- 2008年 Mr.Children「エソラ」PV
- 2010年 オマスガ メジャーデビューミニアルバム「オマスガイダンス」ジャケット
- 2013年 自殺島 プロモーションムービー「9人の『生きる』言葉」に出演
- 2023年　らりるれローテーションズ「らりるれローテーション」配信リリース(2023年7月19日　ビクターエンタテインメント)メンバーは 片桐仁、松田杏咲、街裏ぴんく、ちびシャトル、パーツイシバ

## 作品
雑誌で連載を抱え、数多くの造形作品を発表している。作風は顔をモチーフとしたものが多く、彫刻家として片桐斎仁吾郎名義で粘土の作品集も出版している。
- 2003年 - 粘土作品集「粘土道」を講談社より出版
- 2005年 - 「gg+kohkoku special 文房具展」に作品を出品（FLEG代官山）
- 2006年 - ワンダーフェスティバルとガンプラEXPOにて、プラモデルのジャンクパーツを使った巨大な顔オブジェを出品
- 2007年 - BE@RBRICK「モバイルオリジナル 100%BE@RBRICK」のペイントデザイン
- 2008年 - 「ネスカフェ これでもかコレクション」にてエコバッグとマグカップをデザイン
- 2008年 - 舞台「冬の絵空」の衣装（犬兜）造形
- 2010年 - VV×片桐仁 オリジナルペナント「地球」をデザイン
- 2011年 - 粘土作品集「ジンディー・ジョーンズ 感涙の秘宝 粘土道2」を講談社より出版
- 2013年 - 片桐仁の粘土道（iOS/android対象アプリ）

個展
- 2001年 -「俺の粘土道展」（パステル・ミュージアム 4月25日 - 4月30日）
- 2003年 -「粘土道展」（ロゴスギャラリー 8月22日 - 8月31日）
- 2012年 -「ジンディー・ジョーンズ 感涙の秘宝展 〜ギリジン文明と青森縄文創作オーパーツの世界〜」（ポスターハリスギャラリー 2月22日 - 3月6日）
- 2013年 -「片桐仁 感涙の大秘宝展 〜粘土と締切と14年〜」

（パルコミュージアム 4月5日 - 4月22日）
（札幌RARCO 9月12日 - 9月30日）
（UHA味覚糖 11月6日 - 12月2日）
- 2015年 -「不条理アート粘土作品展「ギリ展」」（イオンモール幕張新都心 7月10日 - 7月26日）
- 2016年 -「不条理アート粘土作品展「ギリ展」」

（イオンレイクタウンkaze 5月13日 - 5月29日）
（イオンモール名古屋茶屋 6月17日 - 7月3日）
（イオンモール京都桂川 8月5日 - 8月21日）
（イオンモール広島祇園 9月22日 - 10月10日）
（イオンモール高知 10月21日 - 11月6日）
・映画「TOO YOUNG TOO DIE! 若くして死ぬ」作中にて使用される「鬼フォン」を製作
- 2017年 -「不条理アート粘土作品展「ギリ展」」

（イオンモール高岡 4月28日 - 5月14日）
（イオンモール筑紫野 5月26日 - 6月11日）
（イオンモール沖縄ライカム 6月23日 - 7月9日）
（イオンモール下田 7月21日 - 8月6日）
（イオンモール名取 8月11日 - 8月31日）
（イオンモール幕張新都心 11月17日 - 12月3日）
- 2018年 -「不条理アート粘土作品展「ギリ展」」[82]

（イオンモール春日部 3月17日 - 4月1日）
（イオンモール鈴鹿 7月20日 - 8月5日）
（イオンモールいわき小名浜 8月10日 - 8月26日）
（イオンモール神戸北 9月14日 - 9月30日）
（イオンモール甲府昭和 11月9日 - 11月25日）
（イオンモール浜松志都呂 12月7日 - 12月24日）※ツアーファイナル
- 2019年 -「不条理アート粘土作品展「技力（ギリ）展台湾」」[84]

（台湾華山クリエイティブパーク内「華山Laugh & Peace Factory」 6月7日 - 6月30日）※無料開催
- 2020年 - 「粘土道２０周年記念 片桐仁創作大百科展」[85]

（Gallery AaMo 3月23日 - 4月15日）※開催中止
連載雑誌
造形作品を発表しているもののみ。コラムやエッセイは除く。
- 俺の粘土道 『ヤングマガジンアッパーズ』（1999年12月 - 2004年12月）
- ギリ・エッグ 『B.L.T.』（2002年10月 - 連載終了）
- ジンティー・ジョーンズの超考古学研究室 『KING』（2006年11月号 - 2007年9月号）
- ジンディー・ジョーンズ 感涙の秘宝 『フライデー』（2008年2月15日号 - 連載終了）

## 書籍
- 粘土道（講談社、2003年8月、ISBN 978-4063645217）
- 粘土道 完全版（講談社、2009年3月、ISBN 978-4063528114）
- ラーメンズ・片桐仁のガンプラ戦士ジンダム（光文社、2009年4月、ISBN 978-4334975661）
- ラーメンズ片桐仁のおしえて何故ならしりたがりだから（東京ニュース通信社、2009年4月、ISBN 978-4863360518）
- ジンディー・ジョーンズ 感涙の秘宝 粘土道2（講談社、2011年11月、ISBN 978-4063528268）
- おしり2 ラーメンズ片桐仁のおしえて何故ならしりたがりだから（東京ニュース通信社、2015年2月、ISBN 978-4863364578）
- 片桐仁粘土道大百科（トゥインクル・コーポレーション/イオンモール 2018年3月）

雑誌連載
主にコラムやエッセイなど。造形作品の連載は除く。
- スポーツの温度 『J-Sky Sports』（2002年7月 - 連載終了）
- 片桐仁の教えて！何故なら知りたがりだから 『TV Bros.』（2003年4月 - 連載中）
- ラーメンズ片桐仁の機動戦士ジンダム 『FLASH EXCITING』（2006年6月1日増刊号 - 2008年10月25日増刊号）
- 邦題いいホーダイ（仮） 『Men's JOKER』（2004年4月 - 2006年8月）
- HOBBY JIN 『月刊ホビージャパン』（2004年10月号 - 2012年4月号）
- 現代片桐体質改善計画 『Sportiva』（2005年9月 - 2006年4月号）
- ラーメンズ片桐と行くフェチ書店 『LOVE書店』（2006年第1号 - 2010年）
- 片桐仁と行くアート探訪『東京ウォーカー』（2013年6月4日発売号 - 連載中）
- 片桐仁の親子でねんど道『kodomoe』（創刊号（2013年12月号） - 連載中）

その他
- 2006年 - 山本幸久「笑う招き猫」の解説
- 2008年 - 佐藤沙恵「テルミン学習帳」の帯推薦文とコラム
- 2008年 - ルノアール兄弟「おれは魔物とくらしてる ルノアール兄弟作品集」の帯推薦文
- 2008年 - 榎本俊二「えの素 中 完全版」のコラボ原作
- 2010年 - 大宮エリー「生きるコント」文庫版の解説
- 2013年 - 乙幡啓子「乙幡脳大博覧会」の帯推薦文
- 2013年 - 「宮代巨峰ワイン」のラベルデザイン

## 関連書籍
- 高野寛『対談集 夢の中で会えるでしょう』(2018年10月10日発売、mille books) ISBN 978-4-902744-93-4 C0073 - 対談相手の1人。